# 1502
Évszázadok: 15. század – 16. század – 17. század
Évtizedek: 1450-es évek – 1460-as évek – 1470-es évek – 1480-as évek – 1490-es évek – 1500-as évek – 1510-es évek – 1520-as évek – 1530-as évek – 1540-es évek – 1550-es évek
Évek: 1497 – 1498 – 1499 – 1500 –  1501 – 1502 – 1503 – 1504 – 1505 – 1506 – 1507

## Események

### Határozott dátumú események
- január 1. – Portugál felfedezők behajóznak a Guanabara-öbölbe, az újonnan felfedezett vidéket folyótorkolatnak hiszik és Rio de Janeirónak, azaz „Január-folyónak” nevezik el.
- április 18. – VI. Sándor pápa megerősíti Frangepán Gergelyt veszprémi püspöki tisztségében.[1]
- május 21. – A portugálok felfedezik Szent Ilona szigetét.
- május 22. – Toledóban a Kasztíliai Gyűlés I. Izabella kasztíliai királynő előterjesztésére Kasztília trónörökösévé nyilvánítja Izabella legidősebb élő lányát, a gyűlésen személyesen megjelenő Aragóniai Johannát és férjét, Habsburg Fülöpöt Izabella királynő és férje, II. Ferdinánd aragóniai király jelenlétében.
- május 25. – Kolumbusz Kristóf negyedik és egyben utolsó útjára indul az Újvilágba.[2]
- július 2–3. – Corvin János legyőzi a Jajca várát ostromló török sereget.[3]
- július 30. –  Kolumbusz Kristóf partraszáll Hondurason.[2]
- szeptember 22. – Firenzének Piero Soderini lesz a gonfalonieréje.[4]

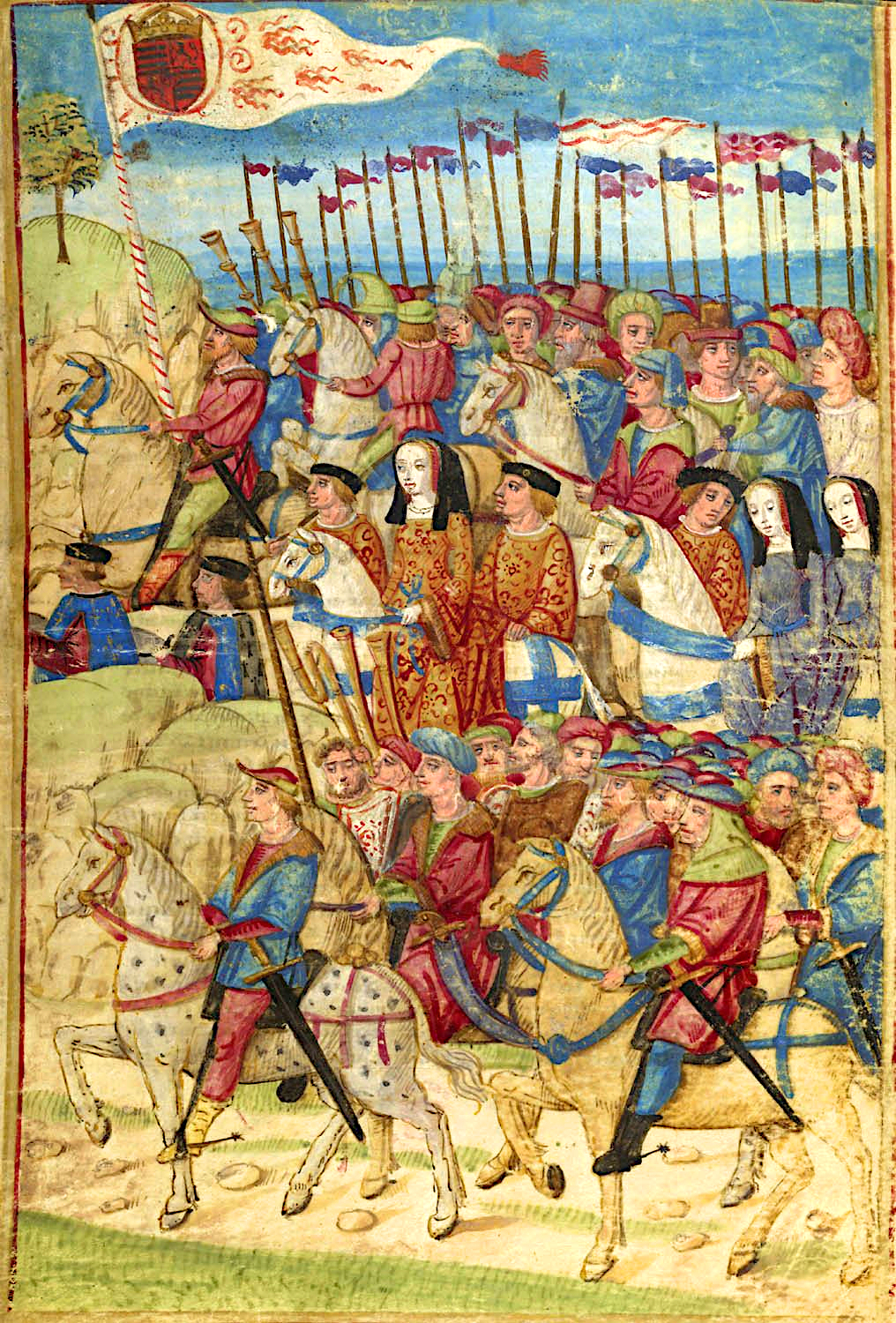
Candale-i Anna Magyarországon

- szeptember 27. – Candale-i Anna grófnő, II. Ulászló magyar király menyasszonya – Újlaki Lőrinc kíséretében, Velence–Zengg–Zágráb útvonalon át – Fehérvárra érkezik.[5]
- szeptember 29. – II. Ulászló király Székesfehérvárott feleségül veszi Candale-i Annát,[5] majd Bakócz Tamás esztergomi érsek magyar királynévá koronázza II. Ulászló harmadik feleségét.[6]
- október 18. –  III. Frigyes szász választófejedelem megalapítja a Wittenbergi Egyetemet.[7]
- október 27. – Zaragozában az Aragón Gyűlés II. Ferdinánd aragóniai király előterjesztésére Aragónia trónörökösévé nyilvánítja Ferdinánd legidősebb élő lányát, a gyűlésen személyesen megjelenő Aragóniai Johannát apja és férje, Habsburg Fülöp jelenlétében.
- december 14. – Békekötés a Velencei Köztársaság és az Oszmán Birodalom között.

### Határozatlan dátumú események
- Trónra lép II. Moctezuma azték uralkodó.[8]
- III. Iván moszkvai nagyfejedelem sikertelenül támadja Livóniát.

## Az év témái

### 1502 a tudományban
- Peter Henlein megalkotja az első zsebórát.

## Születések
- január 1. – XIII. Gergely pápa, a Gergely-naptár bevezetője († 1585)[9]
- június 6. – III. János portugál király († 1557)
- Perényi Péter koronaőr, erdélyi vajda († 1548)

## Halálozások
- április 2. – Artúr walesi herceg, VII. Henrik angol király fia (* 1486)
- szeptember – Ajtósi Albrecht aranyműves, Albrecht Dürer festőművész apja (* 1427)
- Ahuízotl, az Azték Birodalom nyolcadik királya (* 1486)